# توينتي ون بيلوتس

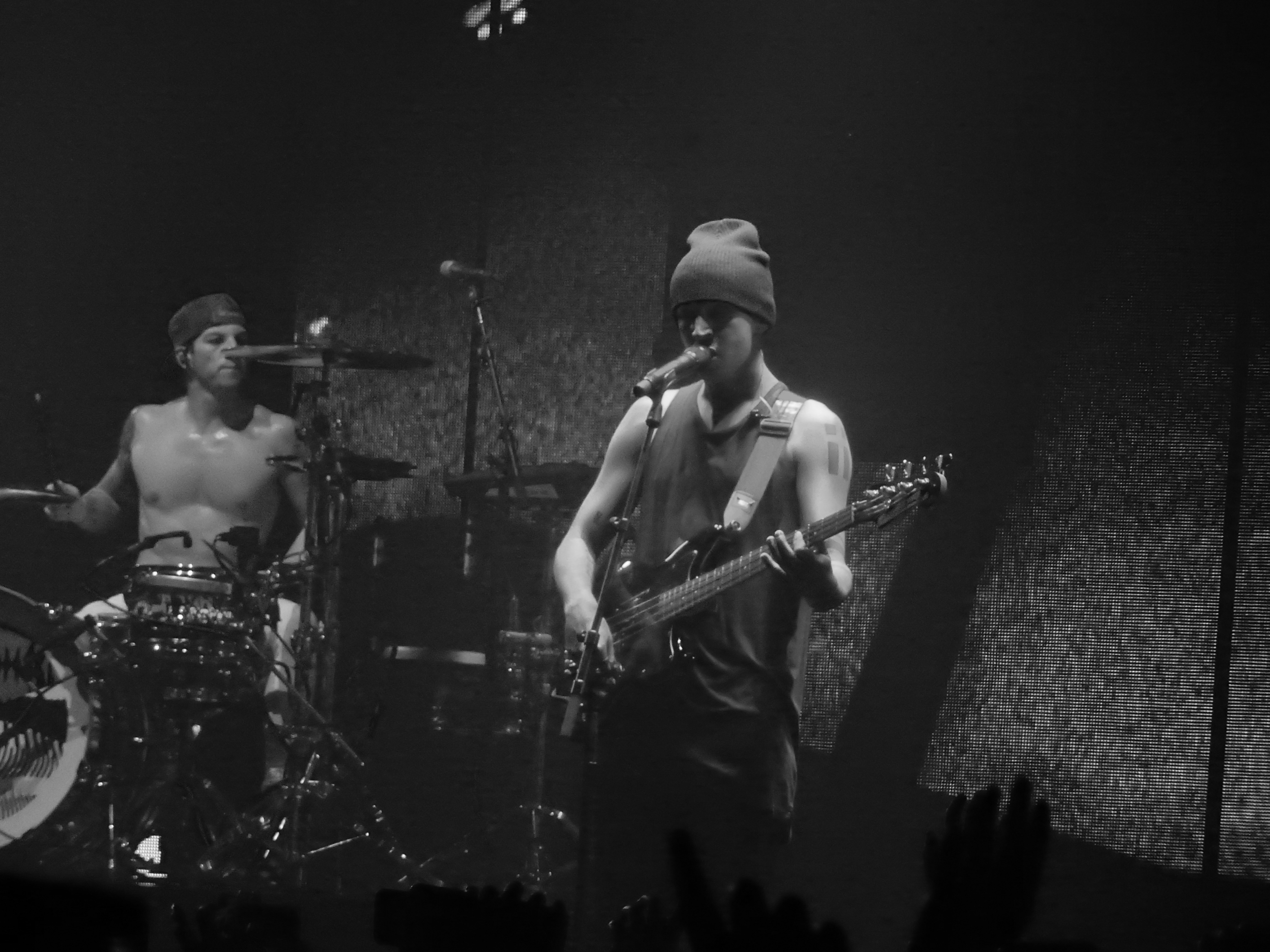
Twenty One Pilots 2016

توينتي ون بايلوتس (بالإنجليزية: Twenty One Pilots)‏ (قد تكتب twenty øne piløts واختصارها TØP) هم ثنائي موسيقي أمريكي من كولومبوس في أوهايو. تأسست الفرقة سنة 2009 وكانت تتكون من المغني الرئيسي «تايلر جوزيف» إضافة إلى العضوين السابقين «نيك توماس» و«كريس صالح» واللذان تركاها سنة 2011، أما الآن فالفرقة تضم «تايلر جوزيف» ولاعب الطبول «جوش دن». عرف الثنائي نجاحا في العقد الأول من القرن 21 بعد مشاركته في عدة مهرجانات وإصادر ألبومين مستقلين.
أصدر الثنائي ألبومين مستقلين هما "twenty one pilots" وهو يحمل نفس اسم الثنائي سنة 2009 و"Regional at best" سنة 2011، وذلك قبل أن توقع الفرقة مع شركة إنتاج "Fueled by ramen"، وكان أول ألبوم تصدره الفرقة مع هذه الشركة هو "Vessel" وذلك سنة 2013. حقق الثنائي شهرة وأرباح كبيرة بعد صدور ألبومه الرابع "Blurryface" سنة 2015، والذي يضم الأغنيتين المنفردتين الناجحتين "Stressed Out" و "Ride". بينما مكنت الأغنية الفردية "Heathens" الثنائي من أن يكون أول فرقة مويسقية مختصة بالموسيقى البديلة تملك أغنيتين منفردتين كانتا من أكثر عشرة الأغاني نجاحا في الولايات المتحدة الأمريكية في نفس المدة، وقد استعملت أغنية "Heathens" في فيلم الفرقة الانتحارية الذي صدر سنة 2016. وصدر ألبوم الاستوديو الخامس للفرقة «ترينش» يوم 5 أكتوبر 2018. ربح الثنائي جائزة غرامي لأحسن أداء ثنائي/جماعي.

## تاريخ الفرقة

### 2009-2011
تكونت الفرقة سنة 2009 من ثلاث أصدقاء في الدراسة وهم «تايلر جوزيف» و «نيكولاس توماس» و «كريستوفر صالح» وكان الاستوديو هو مكان بناه «صالح» في منزله.
أصدرت الفرقة ألبومها الأول باسم "Twenty one pilots" (بالعربية: واحد وعشرون طياراً) في 29 ديسمبر 2009.
غادر «صالح» الفرقة في 8 مايو 2011 ليركز على عمله، وغادر «توماس» بعد أقل من شهر في 3 يونيو 2011 للتركيز علي التعليم، ولكن قبل مغادرة «صالح» الفرقة دعى زميله «جوش دن» ليحل مكانه والذي كان يعزف على الطبول في فرقة "House of Heroes".
أعجب «جوش» بـ«تونتي ون بيلوتس» وبرؤية «جوزيف» الإبداعية ليقرر التخلي عن الفرقة التي كان فيها والانضمام إلى «جوزيف» في فرقته بعد بضع أسابيع من مغادرة «توماس».
وفي 8 يوليو 2011 أصدرا ألبومهما الثاني "Regional at Best"، ويعتبر هذا الألبوم والألبوم الأول للفرقة غير مسجلين لأي شركة تسجيلات حيث تم إنتاجهم ذاتياً وتم تسجيل معظم الأغاني في قبو منزل والدي «تايلر».

### 2012-2014
في أبريل 2012 أعلنت الفرقة توقيعها عقد مع شركة Atlantic Records الفرعية لشركة فيولد باي رامن وفي 17 يوليو 2012 اصدروا أول البوم لهم مع الشركة "Three Songs EP".
اصدر أول فيديو موسيقي لهم لأغنيه "Holding on to You" من إخراج "Jordan Bahat" ونشر على يوتيوب في 14 نوفمبر 2012.
في 7 يناير و 19 أبريل 2013 أصدرت الفرقة فيديو موسيقي لأغنية "Guns for Hands" و "Car Radio" على التوالي، وكانا من إخراج "Reel Bear Media".
تم إصدار الألبوم الثالث في 8 يناير 2013 تحت عنوان "Vessel"، وكان الألبوم يحمل 5 أغان من الألبوم السابق تمت إعادة تسجيلها:
- Guns for Hands
- Holding on to You
- Ode to Sleep
- Car Radio
- Trees

في 31 ديسمبر 2014 أصدرت الفرقة فيديو موسيقي لأغنية "Ode to Sleep" من إخراج "Reel Bear Media" أيضاً، والفيديو مكون من ثلاث حفلات موسيقية على مدار ثلاث سنوات سابقة، والفيديو يوضح النمو السريع للفرقة من فرقة محلية صغيرة إلى فرقه شاى عة على المستوى الوطني.

### 2015-2017
في 16 مارس 2015 أعلنت الفرقة عن إصدار ألبوم جديد باسم "Blurryface"، وفي نفس اليوم أصدرا أول أغنية منفردة من الألبوم بعنوان "Fairly Local" مع فيديو موسيقي لها، وفي 5 أبريل أصدرا ثاني أغنية فردية من الألبوم بعنوان "Tear in My Heart"، وفي 27 أبريل أصدرا الأغنية الثالثة المنفردة من الألبوم وهي "Stressed Out" لتصبح أكثر أغنية مبيعاً للفرقة ووصلت للمركز الثاني في قائمة «بيلبورد هوت 100» في الولايات المتحدة، والمركز الأول على كل من أغاني الروك البديل والـ Hot Rock Songs واقترب الفيديو الموسيقي من الملياري مشاهدة على موقع يوتيوب.
تم إصدار الألبوم في 17 مايو 2015 وفي الأسبوع الأول تم بيع 134.000 نسخة، وفاز الألبوم بـ "Top Rock Album" في جوائز Billboard Music، وفازت الفرقة بـ "Top Rock Artist".
في 16 يونيو 2016 أصدرت الفرقة أغنية "Heathens" كأول أغنية منفردة من موسيقى فيلم الفرقة الإنتحارية وكان التاريخ المتوقع لإصدارها هو 24 يونيو ولكن الأغنية تسربت على الأنترنيت في 15 يونيو لذلك صدرت الأغنية قبل موعدها الرسمي، وفي 21 يونيو 2016 تم إصدار فيديو موسيقي للأغنية من إخراج "Andrew Donoho".
في 12 فبراير2017 فازت الفرقة بجائزة غرامي عن أغنية "Stressed Out" في فئة أداء ثنائي/مجموعة بوب، واستلم «جوزيف» و «جوش» الجائزة مرتديين ملابس داخلية، حيث وصف «جوزيف» هذا بالوفاء للوعد الذي كان بينهما إذا فازا بهذه الجائزة يوماً ما.

### الآن-2018

#### ترينش
بعد عام كامل من الصمت للفرقة على مواقع التواصل الاجتماعي ونشرهما للصور، الفيديوهات، والمقاطع الصوتية المشفرة على موقع سري، أصدرت الفرقة يوم 11 يوليو 2018 أغنيتين جديدتين هما "Jumpsuit" و «نيكو آند ذا ناينرز» مع فيديو موسيقي لأغنية "Jumpsuit" وإعلان ألبومها الخامس والذي سيحمل اسم «ترينش» (بالعربيه: خندق) وسيتم إصداره في 5 أكتوبر 2018 مع جولة عالمية باسم "The Bandito Tour" ستبدأ يوم 16 أكتوبر 2018.
في 26 يوليو 2018 تم إصدار فيديو موسيقي لأغنية «نيكو آند ذا ناينرز» موضّحين أنها الجزء الثاني لثلاثية في الألبوم، وبعدها تم إصدار أغنية «ليفيتيت» كالأغنية الثالثة من الألبوم.
توجد نظرية غير مؤكدة توضح أن الأغاني الثلاث الجديدة لها علاقة بأغنية "heavydirtysoul" التي تم إصدارها في الألبوم السابق، وتم إصدار فيديو موسيقي لها في فبراير 2017.
وتعتبر الأغاني الأربع أشبه بقصة تبدأ بـ «نيكو آند ذا ناينرز» ويتبعها «ليفيتيت» ثم "heavydirtysoul" وتنتهي بـ"Jumpsuit"، ولكن تظل نهاية الفيديو الموسيقي لأغنية "heavydirtysoul" مختلفة عن بداية الفيديو الموسيقي لأغنية "Jumpsuit" لذا يبدو أنه لا يزال هنالك فيديو موسيقي بينهما لم ينشر بعد.
في 27 أغسطس 2018 صدرت أغنية «ماي بلود» كرابع أغنية منفردة من الألبوم الجديد، وفي الفيديو الخاص بالأغنية ظهر «تايلر جوزيف» وهو يعزف على غيتار البيس، ولكن الاستوديو الذي كان يعزف فيه لم يكن واضح إذا كان موجودا في «ديما» - المدينة الخيالية التي تدور فيها أحداث الألبوم فيها - أو هذا استديو في منزله الخاص.

## أعضاء الفرقة
الأعضاء الحاليون
- تايلر جوزيف – المغني الرئيسي، بيانو، أكلال، غيتار البيس (2009–حاضر)
- جوش دن – طبول، الإيقاع (2011–حاضر)

الأعضاء السابقون
- نيك توماس – غيتار البيس، بيانو، غناء خلفي (2009–2011)
- كريس صالح – طبول، الإيقاع (2009–2011)

## اسم الفرقة
عندما كان «تايلر» في الثانوية كان يدرس مسرحية «كلهم أبنائي» (بالإنجليزية: All My Sons)‏ للكاتب «أرثر ميلر» والتي تتحدث عن رجل أرسل أجزاء طائرة تالفة للطيارين في الحرب العالمية الثانية حتى يضمن حياة كريمة لعائلته ولكن هذا أدى إلى وفاة «واحد وعشرون طياراً».
شرح «تايلر» أن موضوع القصة من المعضلة الاخلاقية والاختيار بين القرار السهل والصحيح ألهمت الفرقة لهذا الاسم، وكان من الأسماء المرفوضة للفرقة "Bicycle Thief" أو «لص الدراجات» و "Chill Coat" أو «معطف البرد».

## وصلات خارجية
- توينتي ون بيلوتس على موقع IMDb (الإنجليزية)
- توينتي ون بيلوتس على موقع ميوزك برينز (الإنجليزية)
- توينتي ون بيلوتس على موقع أول ميوزيك (الإنجليزية)
- توينتي ون بيلوتس على موقع ديسكوغز (الإنجليزية)

- الموقع الرسمي